# Тимирязевски (район на Москва)
Тимирязевски е административен район на Северен окръг в Москва.